# Ib Braase
Ib Braase (Stege, isla de Møn; 7 de agosto de 1923) es un escultor danés. Vive y trabaja en Marcoussis cerca de París desde 1968. Expone regularmente en Dinamarca, Suecia y Noruega. 

## Datos biográficos
Aprendió a esculpir en la fábrica de corte de piedra de su padre. Realizó estudios en la Academia Real de Bellas Artes de Dinamarca de Copenhague.
En 1949 presentó su primera exposición individual en Dinamarca. Durante los años 1954 a 1956 perteneció al grupo de artistas danés "Den polychrome". En 1966 comenzó a ser parte del grupo artístico "Gronningen" en Copenhague. En 1976 abandonó este grupo. Es miembro del Den Frie Udstilling, una de las asociaciones de artistas más antiguas del mundo, que actualmente reúne a 38 artistas que organizan una exposición anual de sus obras.

Tomo la madera que se encuentra en cualquier tienda. Esta pieza es una talla en relación a mí. Yo busco la unión con otros materiales. Una placa de metal que estaba sobre la chimenea durante varios años. Una relación sin saberlo. Un ensamblaje que constituye una necesidad.
  
Ib Braase